# Miracolo eucaristico di Bagno di Romagna

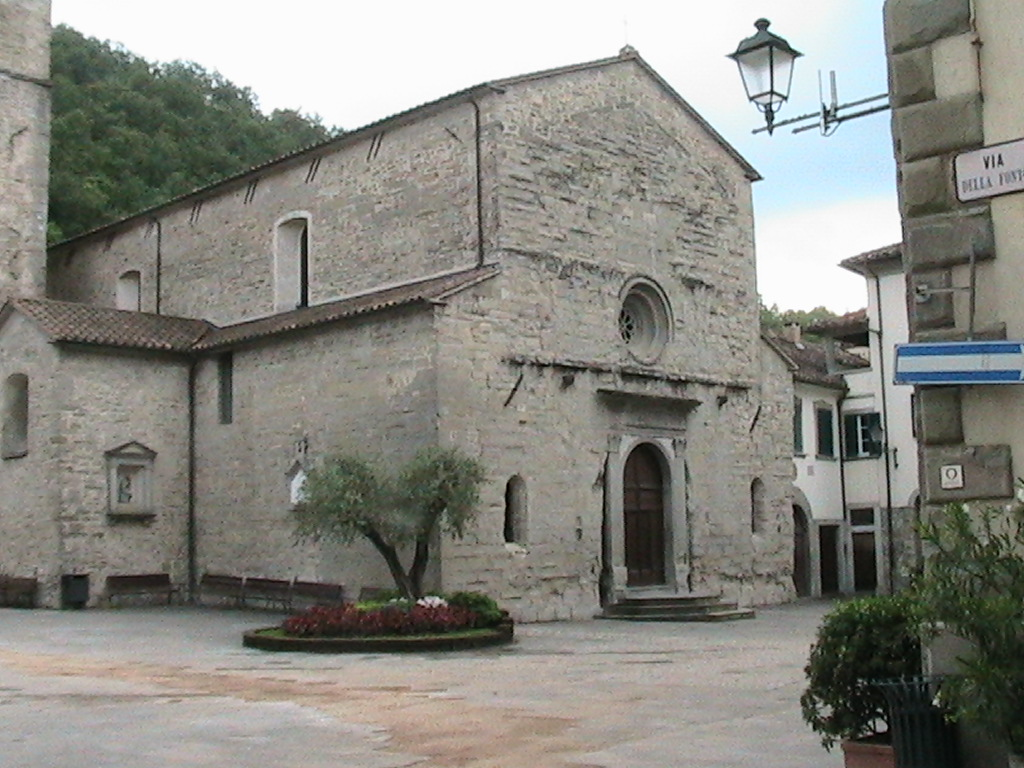
Basilica di Santa Maria Assunta a Bagno di Romagna, dove è conservata la reliquia del miracolo eucaristico del 1412

Il miracolo eucaristico di Bagno di Romagna sarebbe avvenuto nel 1412 nell'omonima cittadina: un monaco camaldolese, durante la messa, all'atto della consacrazione avrebbe visto il vino del calice andare in ebollizione e, fuoriuscendo, macchiare il corporale.

## Storia
Nel 1412, a Bagno di Romagna, nell'Appennino forlivese, un monaco camaldolese di nome Lazzaro, mentre celebrava Messa fu assalito dal dubbio sulla reale presenza di Cristo nell'eucaristia. Secondo quanto narrato dalla tradizione il vino, appena consacrato, si trasformò in sangue cominciando a ribollire, tanto da fuoruscire dal calice e macchiare il corporale, e padre Lazzaro si commosse profondamente nel confessare ai fedeli presenti quello che era successo.

La reliquia del presunto miracolo venne inserita in una teca argentata, a imperitura memoria. Nel 1958, su iniziativa del vescovo di Sansepolcro monsignor Domenico Bornigia, furono fatte eseguire delle analisi chimiche presso l'Università di Firenze sulle otto macchie presenti sul telo di lino; le analisi confermarono la natura ematica delle macchie.
Il "Sacro Corporale", rimasto inalterato nel tempo, è oggi conservato nella cappella del Sacro Cuore della chiesa di Santa Maria Assunta a Bagno di Romagna. Viene esposto tutte le domeniche, nel periodo che va da marzo a novembre; nel giorno del Corpus Domini si commemora l'evento con una festa e una processione.